# Sony Interactive Entertainment
Sony Interactive Entertainment LLC (SIE) este o companie de jocuri video și divertisment digital care este o subsidiară majoră a Sony Group Corporation. Ea operează în principal marca PlayStation de console de jocuri și produse. Este de asemenea cea mai mare companie din industria jocurilor video pe baza investițiilor sale în capitaluri proprii.
În 1993, Sony și Sony Music Entertainment Japan au înființat împreună Sony Computer Entertainment Inc. (SCE) în Tokyo, care a lansat consola de jocuri video PlayStation în Japonia anul următor și ulterior în Statele Unite și Europa în anul de după. În 2010, Sony a suferit o împărțire corporativă și s-a înființat Sony Network Entertainment International (SNEI), care a furnizat servicii legate de jocuri prin PlayStation Network și Sony Interactive Network, inclusiv vânzarea de titluri de jocuri și de conținut pe PlayStation Store, și oferind, de asemenea, PlayStation Plus. În 2016, SCE și SNEI au fondat împreună Sony Interactive Entertainment LLC și au anunțat că noua entitate o să aibă sediul în SUA.

## Afaceri corporative

### Sedii
- Sony Interactive Entertainment LLC și Sony Interactive Entertainment America LLC (San Mateo, California)
- Sony Interactive Entertainment Europe Limited (Londra, Anglia)
- Sony Interactive Entertainment Inc. și Sony Interactive Entertainment Japan Asia (Minato, Tōkyō, Japonia)
- Sony Interactive Entertainment Australia (Sydney, Australia)
- Sony Interactive Entertainment Korea (Seoul, Coreea de Sud)
- Sony Interactive Entertainment Singapore (Singapore)
- Sony Interactive Entertainment Taiwan (Taipei, Taiwan)
- Sony Interactive Entertainment Shanghai (Shanghai, China)
- Sony Interactive Entertainment Hong Kong (Hong Kong)

## Software și francize

### Studiouri de dezvoltare

#### Primare (PlayStation Studios)

##### Asia
- Team Asobi
- Polyphony Digital

##### America de Nord
- Insomniac Games
- Naughty Dog
- Bend Studio
- San Diego Studio
- Santa Monica Studio
- Sucker Punch Productions
- Bluepoint Games
- Haven Games
- Dark Outlaw Games

##### Europa
- Guerilla Games
- Media Molecule
- Housemarque
- Firesprite
  - Fabrik Games

##### Unități de suport de dezvoltare de jocuri
- XDev
- San Mateo Studio
- Nixxes Software
- Valkyrie Entertainment
- Malaysia Studio

#### Foste

##### Japonia
- Japan Studio

##### America de Nord
- 989 Studios
- Incognito Entertainment
- Pixelopus
- Zipper Interactive
- Firewalk Studios

##### Europa
- Guerilla Cambridge
- London Studio și Team Soho
- BigBig Studios
- Evolution Studios
- Manchester Studio
- Neon Koi
- Psygnosis/Studio Liverpool